# Piewce
Piewce – dawna kolonia. Tereny, na których leżała, znajdują się obecnie na Białorusi, w obwodzie witebskim, w rejonie brasławskim, w sielsowiecie Achremowce.

## Historia
W czasach zaborów wieś w gminie Jody, w powiecie dzisieńskim, w guberni wileńskiej Imperium Rosyjskiego, należała do dóbr Rudawa, własność Łastowskich.
W latach 1921–1945 wieś a następnie kolonia leżała w Polsce, w województwie wileńskim, w powiecie dziśnieńskim (od 1926 w powiecie brasławskim), w gminie Jody.
Według Powszechnego Spisu Ludności z 1921 roku zamieszkiwało tu 85 osób, 84 było wyznania rzymskokatolickiego, 1 prawosławnego. Jednocześnie 61 mieszkańców zadeklarowało polską a 24 białoruską przynależność narodową. Było tu 16 budynków mieszkalnych. W 1931 w 17 domach zamieszkiwało 89 osób.
Wierni należeli do parafii rzymskokatolickiej w Zamoszach. Miejscowość podlegała pod Sąd Grodzki w Brasławiu i Okręgowy w Wilnie; właściwy urząd pocztowy mieścił się w Zamoszach.